# Histoire Céleste Française
Histoire Céleste Française (Historia Celeste Francesa) es un catálogo astrométrico de estrellas publicado en 1801 por el astrónomo francés Joseph Lalande y su personal en el Observatorio de París. Fue el primer catálogo con vocación de recopilar sistemáticamente todas las estrellas divisables, sin limitarse como hasta entonces a unos cuantos centenares de estrellas principales ligadas a las constelaciones.

## Contenido
Este catálogo de estrellas consta de las ubicaciones y magnitudes aparentes de 47.390 estrellas, hasta magnitud 9. Las estrellas coincidentes con catálogos anteriores están identificadas por su nombre común, de acuerdo con las nomenclaturas de Bayer o de Flamsteed. También contiene observaciones de otros fenómenos astronómicos. Fue la mayor y más completa relación de estrellas de su época. La publicación es una colección de varios libros de los registros astronómicos tomados durante la década anterior en el observatorio.
En 1847 se publicó una reedición con mejoras significativas de este popular catálogo. Es en esta nueva edición del catálogo cuando se introdujeron los números de referencia de las estrellas que continúan utilizándose en la actualidad, con conocidos ejemplos como la estrella Lalande 21185.
Un catálogo de estrellas moderno como el SIMBAD, utiliza el formato LAL NNNNN, donde NNNNN es uno de los números de referencia, del 1 al 47390, utilizados en 1847.

## Lecturas relacionadas
- (en francés) Joseph Jérôme Le Français de Lalande (1801). Histoire céleste française. tome premier. Paris: Imprimerie de la République.